# Otto III. (Rietberg)
Graf Otto III. von Rietberg († 18. Dezember 1535) war von 1516 bis 1535 Graf von Rietberg.
Otto III. wurde vermutlich zwischen 1475 und 1485 als ältester Sohn von Johann I. und Margarete zur Lippe geboren. Mit seiner zweiten Frau, Onna von Esens, kam die Reformation in das Haus Rietberg. 1533 ließ Otto III. in den Pfarrkirchen von Rietberg und Neuenkirchen die neue Lehre von zwei Lippstädtern predigen.
Otto III. litt an offenen Beinen und wurde nach seinem Tod am 18. Dezember 1535 als letzter Graf von Rietberg im Kloster Marienfeld beigesetzt. Auf seinem Grabstein im dortigen Kreuzgang vor dem Winterrefektorium war in lateinischer Sprache zu lesen:
Im Jahre des Herrn 1535, am 18. Dezember, starb
Edelherr Otto, Graff und Herr von Rietberg.
Seine Seele möge ruhen in Frieden.
Daneben war der Grabstein seiner ersten Frau:
Im Jahre des Herrn 1523, am Tag vor St. Antonius, starb
Anna von Sein, Gräfin in Rietberg.
Ihre Seele möge ruhen in Frieden.

## Ehe und Nachkommen
Otto III. war in erster Ehe, die vor 1515 geschlossen wurde, mit Gräfin Anna von Sayn († 16. Januar 1523) verheiratet. Mit ihr hatte er fünf Kinder:
- Otto IV. († um 1552/3), heiratete am 1. Februar 1541 Katharina Pfalzgräfin bei Rhein, starb kinderlos
- Johanna († 25. Juni 1578), Äbtissin zu Metelen und Dechantin zu Herford
- Ursula, heiratete am 4. März 1538 Philipp Herrn zu Winnenburg und Beilstein. Als Heiratsgeld wurden 6000 Goldgulden gezahlt.
- Ermgart († 17. September 1579), Äbtissin zu Vreden und Metelen
- Konrad († vor 1523)

Nach Annas Tod heiratete Otto III. am 26. September 1526 Onna (Anna) von Esens († nach 1559). Sie war die Tochter von Hero Omken, einem ostfriesischer Häuptling, und die Schwester von Junker Balthasar aus dem Haus Attena. Dadurch erwarb Otto III. die Anwartschaft auf das Harlinger Land. 5 Jahre nach dem Tod Ottos III. erbte Onna das Harlinger Land von ihrem Bruder Balthasar.
Aus dieser Ehe entstammte:
- Johann II. († 1562), Graf von 1541 bis 1562, letzter Graf aus dem Hause Rietberg

Otto III. hatte eine uneheliche Tochter mit Jutte, die später Johan von Willen, den Drosten der Grafschaft Rietberg heiratete:
- Anna